# 岡部長秋
岡部 長秋（おかべ ながあき、生年不詳 - 元亀元年（1570年）1月）は、戦国時代の武将。通称治部右衛門。

## 概要
今川氏の重臣・岡部親綱の子で母は某氏。後に兄弟の岡部正綱・元信らとともに武田信玄に仕えた。元亀元年（1570年）1月、駿河国花沢城（花沢城の戦い）において討死した。